# Eva Thulin
Eva Thulin es una actriz sueca que desarrolló su carrera en el cine italiano.

## Biografía
Thulin se graduó de la Universidad de Lund en Malmö, Suecia, y fue intérprete en el Teatro Nacional de Malmö. Presentó su tesis con un ensayo sobre la obra de Harold Pinter, cuyas obras Thulin interpretó en algunas ocasiones en el escenario del teatro de Malmö. Tuvo un breve período de notoriedad en el cine de Italia a finales de los años sesenta y principios de los años setenta, gracias a su participación en películas de género y drama de la época en dicho país, y su aparición en algunas portadas de revistas. También es recordada por su participación en la película musical italiana Zum Zum Zum nº 2 (1969), dirigida por Bruno Corbucci. Otras apariciones cinematográficas incluyen La stagione dei sensi (1969) de Massimo Franciosa, y Top Sensation (1969) de Ottavio Alessi, en la que su personaje participa en un trío lésbico con los personajes de Rosalba Neri y Edwige Fenech, aunque esto solo está implícito en algunos cortes de la película.

## Filmografía
- Zum Zum Zum nº 2 (1969)
- La stagione dei sensi (1969)
- Top Sensation (1969)
- L'invasione (1970)